# Tang Yaodong
Tang Yaodong (chinois : 唐尧东) (né le 17 février 1962 à Shenyang dans le Liaoning) est un footballeur international chinois, qui évoluait au poste d'attaquant, avant de devenir entraîneur.

## Biographie

### Carrière de joueur

#### Carrière en sélection
Avec l'équipe de Chine, il dispute 37 matchs (pour 4 buts inscrits) entre 1985 et 1990. Il figure notamment dans le groupe des sélectionnés lors de la Coupe d'Asie des nations de 1988.
Il participe également aux Jeux olympiques de 1988. Lors du tournoi olympique, il joue trois matchs : contre la RFA, la Suède et enfin la Tunisie.

## Palmarès
Liaoning FC
- Championnat de Chine (5) :
  - Champion : 1985, 1987, 1988, 1990 et 1991.

- Coupe de Chine (1) :
  - Vainqueur : 1986.

- Ligue des champions (1) :
  - Vainqueur : 1989-90.